# Castello Ducale di Sant’Agata de’ Goti
Das Castello Ducale di Sant’Agata de’ Goti ist eine herzogliche Burg aus dem 6. Jahrhundert in Sant’Agata de’ Goti in der italienischen Region Kampanien.

## Geschichte
In der Zeit der Ostgotenreiches, das sich in Italien nach dem Untergang des Römischen Reiches bildete, als die Ostgoten in die Apenninhalbinsel eingefallen waren, wurde im 6. Jahrhundert eine erste Festung in der Nähe von Saticula, dem alten samnitischen Zentrum, erbaut. Gegen Mitte des 8. Jahrhunderts, zu Zeiten der langobardischen Herrschaft, wählten die Prinzen von Benevent die Burg als ihren Sitz.
Nach dem Jahre 1000 baute die normannische Familie Drengot, die Nutznießer des Lehens geworden waren, die Stadt und den rudimentären Turm zu einem Fortellicium aus, also zu einer richtigen Burg in Tuffstein, die am Südtor durch Contrescarpen und Wachtürme verstärkt war; Robert Drengot, Graf von Alife, Caiazzo, Airola und Sant’Agata de’ Goti, ließ sich in der Burg vor der gräflichen Kapelle nieder, zu deren Füßen man heute noch die Aushöhlung des Gebäudes namens „La Fossa“ sehen kann.
Es scheint, dass in der Zeit des Hauses Anjou dort einige Zeit Königin Johanna von Neapel und der Provence zu Gast war, die Beschützerin der Lehensherrn Artus (Artois) von einem Nebenzweig, der aus dieser Gegend stammte. Nach 1400, als die Artus ausgestorben waren, bewohnten nacheinander die De la Raths, die Cossas und die Acquavivas die Burg. Im 16. Jahrhundert wurde ein neuer Rundturm zur Stärkung der Verteidigung nach Osten geschaffen, der bis in neuere Zeit als Gefängnis diente. Die Grundfläche der Burg beträgt mehr als 3000 m²: Neben dem Südtor muss der Platz für die Reitausbildung und die Vorbereitung der Soldaten gewesen sein, der später in einen Marktplatz umgewandelt wurde und heute als Autoparkplatz dient.
1696 erwarb die Familie Carafa della Stadera di Maddaloni die Burg, die damals bereits grundlegend umgebaut war, als königliche Belohnung für ihre Treue und Loyalität: Die Carafas, einer neapolitanischen Familie, die im 14. Jahrhundert entstanden war und aufgrund verschiedener Aktivitäten und Schicksale in verschiedene Zweige unterteilt war, waren seit Jahrhunderten mit der Aufgabe des Schutzes und der Kontrolle der bedeutendsten Straßenknotenpunkte des heutigen Kampaniens betraut. Es war Domenico Marzio Carafa, Herzog von Maddaloni, der die Burg von Sant’Agata de’ Goti Ende des 17. Jahrhunderts kaufte; es blieb ihm allerdings nicht viel Zeit, dort zu residieren, da er 1703 starb. Die Burg vermachte er seiner Tochter, der Gräfin Caterina Carafa della Stadera di Maddaloni, die mit Domenico Carafa, Prinz von Colubrano, in seinen frühen Zwanzigern verheiratet war: Das Paar entschied sich, in dem Lehen zu wohnen, auch wenn einige Säle der Burg Zeugnis von Renovierungsarbeiten ablegen, die nur in einem nicht bewohnten Gebäude durchgeführt werden können. Sogenannte Groteskenfresken sind Teil der Ausschmückung der Säle im Obergeschoss, wo der Maler Tommaso Giaquinto Anfang des 18. Jahrhunderts eine Szene schuf, in der Diana und Aktaion abgebildet sind.
Im 19. Jahrhundert wurde die Burg zeitweise örtlichen Patrizierfamilien und der Gemeinde überlassen, was zu einer Fragmentierung des Anwesens und seiner Funktionen führte, was durch die Restaurierungsarbeiten in den 1980er-Jahren bestätigt wurde.

## Beschreibung

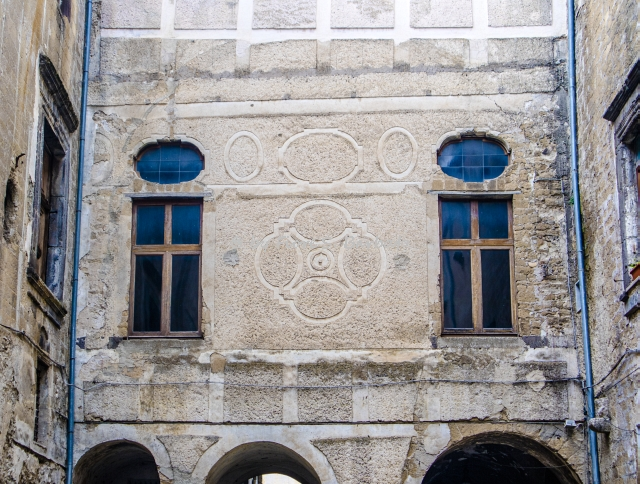
Fassade im Innenhof

In der Burg sind Spuren des normannischen Ursprungs in den quadratischen Türmen und in den Räumen des Erdgeschosses erhalten und heute noch sichtbar, während man von außen den vorspringenden Baukörper sieht, der im 19. Jahrhundert hinzugefügt wurde und eine Reihe von Ladengeschäften enthält. Im Innenhof kann man auch die sehr schönen Wandmalereien mit geometrischen Motiven aus dem 15. Jahrhundert bewundern, die geschaffen wurden, um die Festung in eine prestigeträchtige Adelsresidenz umzuwandeln.